# Chrysocraspeda heterora
Chrysocraspeda heterora är en fjärilsart som beskrevs av Louis Beethoven Prout 1932. Chrysocraspeda heterora ingår i släktet Chrysocraspeda och familjen mätare. Inga underarter finns listade i Catalogue of Life.